# Nguyễn Phúc Nhu Hòa
Nguyễn Phúc Nhu Hòa (chữ Hán: 阮福柔和; 31 tháng 7 năm 1836 – 7 tháng 8 năm 1929), phong hiệu Đa Lộc Công chúa (多祿公主), là một công chúa con vua Minh Mạng nhà Nguyễn trong lịch sử Việt Nam.

## Tiểu sử
Hoàng nữ Nhu Hòa sinh ngày 18 tháng 6 (âm lịch) năm Bính Thân (1836), là con gái thứ 52 của vua Minh Mạng, mẹ là Tứ giai Huệ tần Trần Thị Huân. Công chúa là con thứ 11 của bà Huệ tần.
Năm Tự Đức thứ 6 (1853), công chúa lấy chồng là Phò mã Đô úy Hồ Hoàn. Năm Tự Đức thứ 22 (1869), bà được sách phong làm Đa Lộc Công chúa (多祿公主).
Năm Kỷ Tỵ (1929), ngày 3 tháng 7 (âm lịch), dưới triều vua Bảo Đại, công chúa Nhu Hòa qua đời, thọ 94 tuổi. Bà là người sống thọ nhất trong số những vị công chúa con vua Minh Mạng. Mộ của bà được táng tại Dương Xuân (thuộc Hương Thủy, Thừa Thiên - Huế).